# Faicel Jaballah
Faicel Jaballah (in arabo فيصل جاب الله‎?; Nefta, 1º maggio 1988) è un judoka tunisino.
Ha partecipato ai Giochi olimpici di Rio de Janeiro 2016.

## Palmarès
- Mondiali

Rio de Janeiro 2013: bronzo nei +100kg.
- Giochi africani

Maputo 2011: oro nei +100kg.
Brazzaville 2015: oro nei +100kg;
- Campionati africani

Mauritius 2009: oro nella categoria open;
Agadir 2012: oro nella categoria open e bronzo nei +100kg;
Dakar 2011: argento nei +100kg e nella categoria open;
Maputo 2013: oro nei +100kg e argento nella categoria open;
Port Louis 2014: oro nei +100kg e nella categoria open;
Libreville 2015: oro nei +100kg e nella categoria open;
Tunisi 2016: oro nei +100kg e nella categoria open;
Tunisi 2018: oro nei +100kg e bronzo nella categoria open.
- Giochi del Mediterraneo

Mersin 2013: bronzo nei +100kg.
- Giochi panarabi

Doha 2011: oro nella categoria open, argento nei +100kg.

### Vittorie nel circuito IJF
| Data           | Località | Paese       | Categoria |
| -------------- | -------- | ----------- | --------- |
| 11 maggio 2014 | Baku     | Azerbaigian | Gran Slam |
| 29 marzo 2015  | Samsun   | Turchia     | Gran Prix |